# Olinto de Magalhães
Olinto de Magalhães (Barbacena, 7 de enero de 1866 — 1948), médico y diplomático brasileño. 
Estudió medicina en Brasil y París. Republicano de primera hora, en 1890 integró el Congreso Constituyente Mineiro. Conoció a Floriano Vieira Peixoto, de quien se hizo amigo; tiempo después comienza su carrera diplomática en Viena. En 1892 es nombrado en Washington; en esa época Brasil y Argentina sostenían un litigio sobre las Misiones, que fuera sometido al arbirtio del presidente Grover Cleveland. Posteriormente se desempeñó como ministro de Relaciones Exteriores de Brasil de 1898 a 1902.